# Googoosh
Googoosh, como é comumente chamada a senhora Faegheh Atashin (فائقه آتشین), é uma atriz e cantora pop iraniana de origem azerbaijana. A pronúncia correta em português de seu nome (de acordo com a escrita na língua persa, que é گوگوش) seria Gugush (ou Guguch), pois os dois "o" só lhe são postos por causa do idioma inglês.
Ela é conhecida por suas contribuições à música pop iraniana, mas também atuou em uma variedade de filmes persas dos anos 50 aos 70. Ela alcançou o auge de sua fama e sucesso no final da década de 1970. Seu impacto geral e contribuições para o pop iraniano fizeram dela a mais icônica cantora pop na língua persa.

## História
Sua etnia é a azerí. Nascida em 5 de Maio de 1950, Googoosh é natural de Teerão, a capital iraniana. Sempre foi uma artista, e era de família liberal. Nunca usou o véu tradicional muçulmano e nem roupas conservadoras, a não ser após a Revolução Islâmica, quando acabou-se a liberdade em seu país e todas as mulheres foram obrigadas a adoptar comportamentos discretos em público. Nos anos 70, Googoosh era considerada a maior celebridade musical no Irão, com centenas de canções registadas, a maioria em persa, algumas em turco, arménio, árabe etc, e até em espanhol (La Malagueña) ou francês (J'entends Crier Je T'aime). Googoosh também actuou em vários filmes persas entre os anos 60 e 70. Depois da Revolução Iraniana em 1979, ela permaneceu no país até 2000, mas não gravou e não fez nenhuma apresentação devido o banimento de apresentações solo femininas. Seu silêncio apenas contribuiu para que sua fama fosse perpetuada e se espalhasse ainda mais pelos países vizinhos, como o Iraque, o Afeganistão, o Paquistão, o Azerbaijão, a Turquia, e as nações da Ásia Central e os países do Golfo e do Oriente Médio em geral. Ademais, sendo uma pessoa conhecida, qualquer palavra de protesto seu, dentro das fronteiras do Irão, poderia custar-lhe no mínimo a prisão, e talvez a própria vida.
Actualmente, Googoosh vive em Richmond Hill, Ontario.[carece de fontes?]Voltou a trabalhar com música, com o apoio da numerosa comunidade de refugiados iranianos da América do Norte, e continua bastante ativa nos dias atuais. Seu primeiro álbum lançado depois do longo silêncio chamava-se Zartosht, em homenagem à Zoroastro, velho profeta persa, em alusão à antiga e tolerante cultura de sua nação, onde "cantar não era um delito".
Googoosh é uma das grandes artistas iranianas que em virtude do atual sistema político vigente no Irão teve de sair do país para se expressar artisticamente, assim como ocorreu com outros artistas como Mohsen Namjoo, a banda Kiosk, entre outros.

## Discografia
- 1970: Do panjareh
- 1971: Mordab
- 1972: Kuh
- 1973: Kavir
- 1974: Hamsafar
- 1975: Pol
- 1976: Mano konjeşkayeh xune
- 1977: Dar emtedadeh şab
- 1978: Ageh bemuni
- 2000: Zartoşt
- 2004: Axarin xabar
- 2005: Manifest
- 2008: Şabe sepid
- 2010: Hajme sabz
- 2012: E'jaz
- 2015: Akse Khosoosi

### Singles
- 2004: QQ Bang Bang
- 2010: Hamseda Medley
- 2011: Ye Harfaei
- 2014: Nostalgia (ft. Ebi)
- 2014: Do Panjereh (ft. Ebi)
- 2014: Ki Ashkato Pak Mikoneh (ft. Ebi)
- 2014: Hamzad
- 2016: Hastamo Nistam
- 2017: Do Panjereh
- 2017: Sogand (Oath)
- 2018: Mosalas-e Khatereha (The Memory Triangle) (ft. Hassan Shamaizadeh)
- 2018: Ajab Jaei (Qual é o local)
- 2018: Shahed (Testemunha)
- 2018: Roya (Sonho)
- 2018: 40 Saal (40 years) (ft. Siavash Ghomayshi)
- 2018: Talagh "Remix" (Divórcio)
- 2018: Mordab (O Pântano) (ft. Hassan Shamaizadeh)
- 2018: Refaghat (Namoro) (ft. Martik)
- 2019: Eshghe Kamyab (Raro amor)
- 2019: Darde Man (Minha Dor)
- 2020: Fardamon (Nosso Amanhã)
- 2020: Harigh (Fogo)
- 2021: Gohare Kamyab (Gema rara)
- 2021: Tooye Tehran (Em Teerã)
- 2022: Rooze Khoob (Bom Dia!)
- 2022: Naaz Edkeh (Nazetke)

## Filmografia
| Ano  | Título em persa                                | Título em inglês                   |
| ---- | ---------------------------------------------- | ---------------------------------- |
| 1960 | Ferešteye Farâri (فرشتۀ فراری)                 | The Runaway Angel                  |
| 1960 | Bim o Omid (بیم و امید)                        | Hope and Fear                      |
| 1963 | Partgâhe Maxuf (پرتگاه مخوف)                   | The Cliff of Fear                  |
| 1965 | Šeytun Balâ (شیطون بلا)                        | The Naughty One                    |
| 1966 | Gedâyâne Tehrân (گدايان تهران)                 | The Beggars of Thehran             |
| 1966 | Fil va Fenjan (فيل و فنجان)                    | Big and Small                      |
| 1966 | Hossein-e-Kord (حسين كرد)                      | Hossein-e-Kord                     |
| 1967 | Câhâr Xâhar (چهار خواهر)                       | Four Sisters ( con Leila Forouhar) |
| 1967 | Darvâzeh Taqdir (دروازه تقدير)                 | The Gate of Fate                   |
| 1967 | Ganjo Ranj (گنج و رنج)                         | Treasure and Toil                  |
| 1967 | Dar Jostojouye Tabahkâran (در جستجوي تبهكاران) | Searching for the Criminals        |
| 1968 | Se Divâne (سه‌دیوانه)                           | The Three Morons                   |
| 1968 | Šab_e_Fereštegân (شب فرشتگان)                  | The Night of Angels                |
| 1968 | Setareh Haft âsemân (ستاره هفت آسمان)          | The Star of Seven Skies            |
| 1969 | Gonahe Zibaee (گناه زيبايی)                    | The Sin of Beauty                  |
| 1970 | Tolu (طلوع)                                    | Sunrise                            |
| 1970 | Janjale Aroosi (جنجال عروسی)                   | The Wedding Brawl                  |
| 1970 | Panjere (پنجره)                                | The window                         |
| 1971 | Esâse Dâq (احساس داغ)                          | Hot Feeling                        |
| 1971 | Asemoune bi setareh (آسمون بی ستاره)           | Starless Sky                       |
| 1971 | Qesâs(قصاص)                                    | Retaliation                        |
| 1972 | Bitâ (بیتا)                                    | Bita                               |
| 1973 | Khialati(خیالاتی)                              |                                    |
| 1975 | Hamsafar (همسفر)                               | Co Traveler                        |
| 1975 | Nâzanin (نازنین)                               | Nazanin                            |
| 1975 | Mammal Emrikâyi (ممل امریکایی)                 | American Mammal                    |
| 1975 | Šabe Qaribân (شب غریبان)                       | Nostalgic Night                    |
| 1976 | Mâh Asal (ماه عسل)                             | Honeymoon                          |
| 1977 | Dar Emtedâde Šab (در امتداد شب)                | Along the Night                    |
| 1979 | Emšab aški mirizad (امشب اشکی می ریزد)         | Tonight Someone Cries              |

## Prêmios e conquistas
- 1971: primeiro prêmio e disco de ouro na feira midem em Cannes por seu disco de 7" (como "Googoosh") tocando duas músicas em francês produzidas pela Barclay Records: "Retour de la Ville" (A-side) e "J'entends Crier Je T'aime" (lado B).
- 1972: Realizado no Cantagiro Music Festival.
- 1972: Realizado no Festival de Música de Cartago
- 1972: Primeira medalha de artes da Tunísia
- 1973: A melhor atriz para Bita no festival de cinema iraniano Sepas.
- 1973: Trilha sonora gravada (produzida pela RCA Records) do San Remo Music Festival.
- 2001: Realizado no Festival de Música de Cartago.
- 2014: Melhor cantora iraniana (World Music Awards)
- 2017: Melhor Videoclipe para Do Panjereh (Dirigido por Yasmin Asha)(Festigious Film Awards Março 2017)

Dois prêmios do Microsoft Theatre em Los Angeles por bater recordes de apresentações